# Mediaster boardmani
Mediaster boardmani is een zeester uit de familie Goniasteridae.
De wetenschappelijke naam van de soort werd in 1934 gepubliceerd door Arthur A. Livingstone.